# Gavet de la Conca
Gavet de la Conca là một đô thị trong tỉnh Lleida, cộng đồng tự trị Cataluña Tây Ban Nha. Đô thị Gavet de la Conca có diện tích là 90,83 ki-lô-mét vuông, dân số năm 2009 là 309 người với mật độ 3,4 người/km². Đô thị Gavet de la Conca có cự ly km so với tỉnh lỵ Lleida.